# ブラタモリ×鶴瓶の家族に乾杯 新春スペシャル
- ブラタモリ > ブラタモリ×鶴瓶の家族に乾杯 新春スペシャル
- 鶴瓶の家族に乾杯 > ブラタモリ×鶴瓶の家族に乾杯 新春スペシャル

『ブラタモリ×鶴瓶の家族に乾杯 新春スペシャル』（ブラタモリつるべのかぞくにかんぱいしんしゅんスペシャル）は、NHK総合テレビで2016年から年1回放送されている日本のバラエティ番組。タモリと笑福亭鶴瓶の冠番組。ステレオ放送、文字多重放送を実施。

## 概要
NHKでレギュラーの冠番組を持つ、タモリと笑福亭鶴瓶の競演による番組。新春番組の一つとして制作された。番組の性格上、初回放送や再放送の放送時間は一定ではなく、放送時間は放送回によって70分間もしくは60分間になる場合もある。
毎回、タモリは『ブラタモリ』、鶴瓶は『鶴瓶の家族に乾杯』の両番組の要素が組み込まれ、タモリと笑福亭鶴瓶が「同じ日」「同じ時刻」「同じ町」を旅する新春特別番組と銘を打っている。地方での撮影が主だが近年は東京都内で撮影が行われている。2021年からは毎回サブタイトルがつくようになったが、2024年以降『ブラタモリ×鶴瓶の家族に乾杯 新春スペシャル』の冠が外れ、2024年は『タモリと鶴瓶のテレビDEお正月2024』として放送、2025年も『タモリと鶴瓶の新春!初しゃべり会』として放送。2021年はコロナ禍のためスタジオトークのみ。2024年からはスタジオトーク番組となっている。

## 出演者
【凡例】NA：NHKアナウンサー、BT：ブラタモリ担当、TK：鶴瓶の家族に乾杯担当

### レギュラー
- タモリ
- 笑福亭鶴瓶

タモリと鶴瓶が競演するのは、2014年3月31日に放送終了した帯バラエティ番組『笑っていいとも!』（フジテレビ系列）以来、この番組が定番となっている。

### アシスタント
- 小野文惠（NA TK 初回放送から出演）[注 2]
- 桑子真帆（NA BT 初回放送の旅に出演）
- 近江友里恵（NA BT 2017年、2018年に出演）
- 林田理沙（NA BT 2019年、2020年に出演）
- 浅野里香（NA BT 2021年、2022年に出演）
- 野口葵衣（NA BT 2023年、2024年に出演）[注 2]
- 佐藤茉那（NA BT 2025年に出演）[1][注 3]

### ゲスト
- 堺雅人（俳優 2016年に出演）[注 4]
- 山中伸弥（医師・医学者 2021年に出演）[注 5]
- あいみょん（シンガーソングライター 2021年、2024年に出演）[注 6]
- 吉沢亮（俳優 2021年に出演）[注 7]
- 内村光良（お笑いタレント[注 8]・司会者 2025年に出演）[注 9][1][2]

### ナレーター
- 草彅剛（俳優・歌手 BT）[注 10][注 11]
- 久米明（俳優・声優 TK）[注 12]
- 三宅民夫（フリーアナウンサー TK）[注 13]
- 伊倉一恵（声優）[1]

## 番組テーマ曲
- 井上陽水「女神」（ブラタモリ オープニングテーマ）
- 井上陽水「瞬き」（ブラタモリ エンディングテーマ）
- さだまさし「Birthday」（鶴瓶の家族に乾杯 テーマ曲）

## 放送内容
| 放送回 | 放送日時（JST）            | タイトル | 内容 | 関連番組                                                 | 備考                                        |
| ------ | -------------------------- | --- | --- | -------------------------------------------------------- | ------------------------------------------- |
| 1      | 2016年1月2日 19:30 - 20:43 | | 初のコラボ特番。旅の舞台は真田家の本拠地である長野県上田市。タモリの旅のテーマは「真田の城造りのスゴさとは?」、鶴瓶のテーマは「無類の真田好きを探せ!」。地形や歴史に興味があるタモリと、そこに暮らす人が大好きな鶴瓶、まったく正反対の2人が、堺雅人をむかえて繰り広げる。 | 真田丸                                                   |                                             |
| 2      | 2017年1月2日 19:30 - 20:43 | 土地の歴史や地形の謎を解き明かす『ブラタモリ』と、そこで暮らす家族の素顔を紹介する『鶴瓶の家族に乾杯』。実は興味や関心がまったく異なる“水と油”の2人が、初詣客日本一のお寺へ!なぜ多くのお客さんがやってくるのか、それぞれのアプローチで探るだけでなく、お互いの番組にも参加する。                                                                                                   | |                                                          |                                             |
| 3      | 2018年1月2日 19:20 - 20:49 | タモリと笑福亭鶴瓶は「初夢」をテーマに静岡県三保松原でロケを実施。初夢に見ると縁起がいいとされる「一富士二鷹三茄子」のルーツを、富士山を望める三保松原で探る。また鶴瓶が『ブラタモリ』に、タモリが『鶴瓶の家族に乾杯』に参加する企画も。土地の歴史や地形に注目するタモリと、そこに住む人とのふれあいを大事にする鶴瓶の2人が、3回目となるコラボでどんな旅を展開するのか。           | |                                                          |                                             |
| 4      | 2019年1月2日 19:20 - 20:48 | 今回の舞台は福岡県の太宰府天満宮。「学問の神様」として知られ、200万人もの初詣客を集める九州を代表する神社のひとつ。しかし、なぜこれほど多くの人が集まるのか。タモリと鶴瓶が、その秘密に迫る。さらに、互いの番組のことをよく知るため、鶴瓶が『ブラタモリ』に、タモリが『鶴瓶の家族に乾杯』に参加する企画も。                                                                        | |                                                          |                                             |
| 5      | 2020年1月1日 19:20 - 20:48 | 今回の舞台は沖縄。「神の島」と呼ばれる久高島を目指し、タモリと笑福亭鶴瓶が“同じ時・同じ場所”をそれぞれの流儀で旅をする。モノレールの車内で爆笑トークを繰り広げるタモリと鶴瓶。“沖縄の真髄”に迫ろうと、鶴瓶は家族との出会いを求めて東へ。一方、タモリは「沖縄の真髄は“日の出”にあり!?」の謎を、歩きながら解き明かしていく。旅の終わりは「神の島」久高島へ。島に隠された秘密に迫る。 | 初の元日放送。 |                                                          |                                             |
| 6      | 2021年1月3日 22:00 - 23:00 | ブラつけないタモリと 乾杯できない鶴瓶 | 「いろいろ大変だったけど、よかったこと」というお題のもとに、タモリと鶴瓶がかつて番組で出会った、日本全国の個性的な面々にインタビューを敢行。そのお話をきっかけに、ざっくばらんでゆる〜いトークを繰り広げていく。さらに次期大河ドラマ主演の吉沢亮やいま注目のシンガー・ソングライターあいみょん、そして、山中伸弥教授といった豪華ゲストとのトークも。                                             | 青天を衝け                                               | [ 注 15 ]                                   |
| 7      | 2022年1月2日 22:00 - 23:00 | NHKを ブラブラ乾杯! | 「知っているようで知らないNHKの裏側とは?」というお題のもと、タモリと笑福亭鶴瓶が、リハーサル中の『あさイチ』のスタジオやアナウンス室・ドラマの効果音を作る職人の部屋など、いつもは見ることが出来ないNHKの裏側を訪ねる。後半は2人別れてそれぞれの旅へ。タモリは放送センターが建っている地形について探る「ミニ・ブラタモリ」。鶴瓶はいま注目を集める“奥渋”エリアで「ミニ・ぶっつけ本番旅」を敢行。 | あさイチ                                                 | 渋谷・NHK放送センターとその近辺で収録。     |
| 8      | 2023年1月1日 19:20 - 20:48 | 江の島参りで ブラブラ乾杯! | 今回の舞台は神奈川県江の島。「江の島でブラブラ乾杯」というお題のもと、まずは2人で“芸能の神様”江島神社へ。旅のお題「なぜ江の島は賑わうのか?」を探っていく。鶴瓶の出会いは奇跡の連続、タモリは神秘の洞窟探検へ。 |                                                          | 3年ぶりの元日かつゴールデンタイムでの放送。 |
| 9      | 2024年1月6日 8:15 - 9:15   | タモリと鶴瓶の テレビDEお正月2024 | 「お正月のテレビ」というお題のもと、昭和から平成までのお正月のテレビ欄を巨大セットでピックアップ。懐かしいテレビの話題や、お正月の過ごし方などを爆笑トークとともに届ける。 NHK総合の『花の落語家 大討論』『あんけーとショー 正しい正月のすごし方』といった過去の正月番組におけるタモリの出演映像や、鶴瓶がメインを務めていた『突然ガバチョ!』（毎日放送）の名場面なども紹介された。              | 初の三が日以外、且つ朝放送。                             |                                             |
| 10     | 2025年1月3日 21:00 - 22:00 | タモリと鶴瓶の 新春!初しゃべり会 | 正月特番として10年目となる今回は「初しゃべり会」と題し、タモリと鶴瓶がゲストを迎えてトーク。スペシャルゲストに、2人と親交の深い内村光良が登場、「あの頃のこと覚えてる?」「紅白の司会はどうだった?」「お笑いをやろうと思ったきっかけは?」などといった「2人に聞きたい10の質問」をぶつける。 | LIFE!〜人生に捧げるコント〜 放送100年 みんなのベスト紅白 | 2年ぶり三が日、且つゴールデン枠放送。       |

## スタッフ
- 構成：井上知幸
- プロデューサー：小室玲子
- 制作統括：渋谷義人、佐橋陽一、矢島良、亀山暁、
- 演出：島竹くら斗、河添有祐
- 製作著作：NHK

ブラタモリ
- ディレクター：佐藤淳一
- プロデューサー：堀江誠己
- 制作統括：渋谷義人、相部任宏

鶴瓶の家族に乾杯
- ディレクター：坂田修一
- プロデューサー：三木健司
- 制作統括：友杉徳孝、井上繭子